# 海河乳业
天津海河乳业有限公司（英语：Haihe Dairy）是一家总部位于天津的中国主要乳和乳制品生产企业，中国农业产业化国家重点龙头企业，隶属于天津食品集团有限公司。其前身为1957年于天津南市成立的天津市公私合营牧场奶品总店。1995年，获得帕玛拉特于中国的独家商标使用权。2019年成为中国农垦品牌。

## 产品

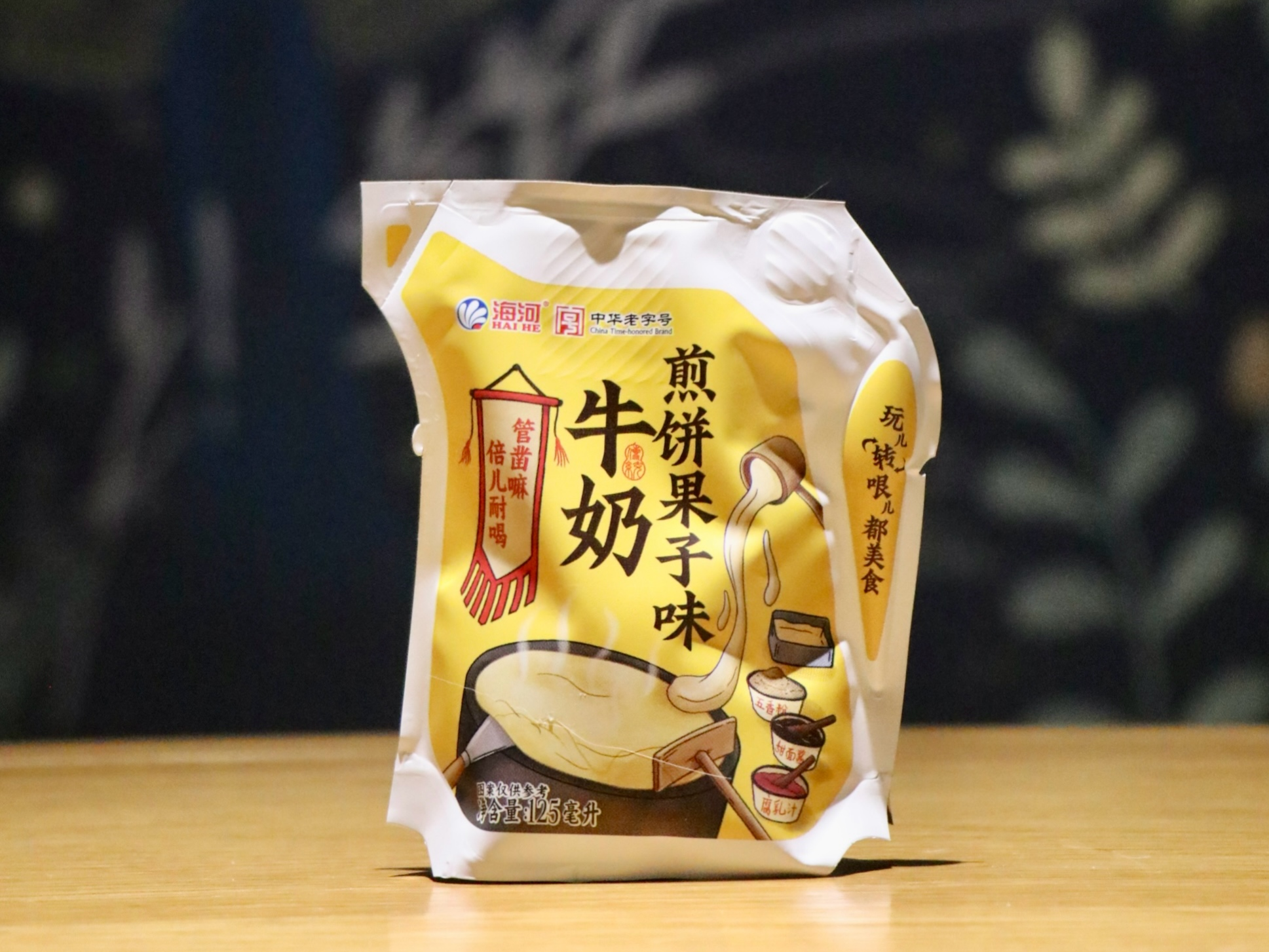
海河乳业推出的煎饼馃子味道的牛奶

2024年8月，天津本土乳制品生产企业海河乳业推出了煎饼馃子味道的牛奶，走红网络。